# Сульфид цезия
Сульфи́д це́зия — бинарное неорганическое химическое соединение цезия с серой с химической формулой Cs2S. Тёмно-красные кристаллы. Образует кристаллогидрат Cs2S·4H2O.

## Получение
- Прямой синтез из элементов:

{\displaystyle {\mathsf {2\ Cs+S\ {\xrightarrow {100-130^{o}C}}\ Cs_{2}S}}}
- Пропусканием сероводорода через раствор щёлочи:

{\displaystyle {\mathsf {2\ CsOH+H_{2}S\ {\xrightarrow {\ }}\ Cs_{2}S+2\ H_{2}O}}}
- Взаимодействием избытка цезия и сульфида ртути с последующей отгонкой металлов:

{\displaystyle {\mathsf {2\ Cs+HgS\ {\xrightarrow {\ }}\ Cs_{2}S+Hg}}}
- Разложением кристаллогидрата при нагревании:

{\displaystyle {\mathsf {Cs_{2}S\cdot 4H_{2}O\ {\xrightarrow[{-H_{2}O}]{200-250^{o}C}}\ Cs_{2}S\cdot 2H_{2}O\ {\xrightarrow[{-H_{2}O}]{>T}}\ Cs_{2}S}}}

## Физические свойства
Сульфид цезия Cs2S — тёмно-красные (по другим данным — бесцветные) кристаллы.
Безводный порошкообразный Cs2S пирофорен на воздухе.
Хорошо растворимы в воде (с гидролизом). Гигроскопичен, образует тетрагидраты Cs2S·4H2O — белые или бледно-жёлтые кристаллы.

## Химические свойства
- В водных растворах имеет щелочную реакцию вследствие гидролиза по аниону:

{\displaystyle {\mathsf {S^{2-}+H_{2}O\ {\xrightarrow {\ }}\ HS^{-}+OH^{-}}}}
- Реагирует с разбавленными сильными кислотами:

{\displaystyle {\mathsf {Cs_{2}S+2\ HCl\ {\xrightarrow {\ }}\ 2\ CsCl+H_{2}S\uparrow }}}
- В реакции с концентрированной серной кислотой проявляются восстанавливающие свойства сульфида цезия:

{\displaystyle {\mathsf {Cs_{2}S+3\ H_{2}SO_{4}\ {\xrightarrow {\ }}\ 2\ CsHSO_{4}+SO_{2}\uparrow +S\downarrow +2\ H_{2}O}}}
- Водные растворы медленно окисляются кислородом воздуха с образованием различных продуктов:

{\displaystyle {\mathsf {Cs_{2}S\ {\xrightarrow[{-CsOH}]{O_{2}}}\ {\begin{matrix}{\mathsf {S\downarrow }}\\{\mathsf {CsS_{n}}}\\{\mathsf {Cs_{2}S_{2}O_{3}}}\end{matrix}}}}}
- В твёрдом состоянии окисляется до сульфата:

{\displaystyle {\mathsf {Cs_{2}S+2\ O_{2}\ {\xrightarrow {500^{o}C}}\ Cs_{2}SO_{4}}}}
- При кипячении раствора с серой образуются полисульфиды:

{\displaystyle {\mathsf {Cs_{2}S+{\mathit {n}}S\ {\xrightarrow {100^{o}C}}\ Cs_{2}S_{n+1}}}}
где n=2÷6.
- При пропускании сероводорода через раствор образуется гидросульфид:

{\displaystyle {\mathsf {Cs_{2}S+H_{2}S\ {\xrightarrow {\ }}\ 2CsHS}}}